# Ian Freeman
Ian William Freeman (ur. 11 października 1966 w Sunderlandzie) – brytyjski zawodnik mieszanych sztuk walki (MMA) w latach 1999-2013. Były zawodnik m.in. UFC, Pancrase oraz Cage Rage. Trzykrotny Mistrz tej ostatniej w wadze ciężkiej oraz półciężkiej.

## Kariera MMA
W MMA zadebiutował 27 czerwca 1999, wygrywając turniej British Grand Prix. Dwa miesiące później zwyciężył w kolejnym turnieju, British Vale Tudo. 5 grudnia 1999, pokonał Travisa Fultona przez techniczny nokaut. 10 marca 2000, jako pierwszy Brytyjczyk zadebiutował w amerykańskiej organizacji Ultimate Fighting Championship, przegrywając ze Scottem Adamsem. Do końca roku występował naprzemiennie w UFC, japońskim Pancrase oraz It’s Showtime, wygrywając trzy pojedynki, a jeden przegrywając. W 2001 zanotował serię trzech porażek z rzędu m.in. z Valentijnem Overeemem.
17 lipca 2001, zdobył pas mistrzowski HOOKnSHOOT w wadze superciężkiej, po czym ponownie związał się z UFC. W pierwszej walce od powrotu do organizacji znokautował Franka Mira, jednak w kolejnej walce (UFC 40) przegrał przez KO z Białorusinem Andrejem Arłouskim. 6 czerwca 2003, zremisował z Vernonem White'em na UFC 43. Była to ostatnia walka Freemana w UFC, po której wrócił do kraju walcząc dla takich organizacji jak Cage Warriors oraz Cage Rage. W tej drugiej zdobył tytuł Mistrza w wadze ciężkiej (27 października 2004), który później zwakował z powodu nieaktywności w startach. W lipcu 2006, powrócił do zawodowych startów, tocząc walkę o Mistrzostwo Cage Rage w wadze półciężkiej z Holendrem Melvinem Manhoefem, ostatecznie przegrywając z nim przez ciężki nokaut w 17 sekundzie pojedynku.
W latach 2006–2008, dwukrotnie zdobywał krajowy tytuł mistrzowski Cage Rage w wadze półciężkiej. W 2008 zawiesił karierę zawodniczą. 27 lipca 2013, zmierzył się w zastępstwie za Kena Shamrocka z Ricco Rodriguezem, ostatecznie wygrywając z Amerykaninem przez TKO w 1. rundzie.
Aktualnie jest jednym z głównych ring-anonserów w rosyjskiej organizacji M-1 Global.

## Osiągnięcia

### Mieszane sztuki walki
- 1999: British Grand Prix – 1. miejsce
- 1999: British Vale Tudo – 1. miejsce
- 2001: Mistrz HOOKnSHOOT w wadze superciężkiej
- 2003: Mistrz Świata FFA w wadze ciężkiej[8]
- 2004: Mistrz Świata Cage Rage w wadze ciężkiej
- 2006: Brytyjski Mistrz Cage Rage w wadze półciężkiej
- 2008: Brytyjski Mistrz Cage Rage w wadze półciężkiej